# Enda Stevens
Enda Stevens (Dublino, 9 luglio 1990) è un calciatore irlandese, difensore dello Stoke City e della nazionale irlandese.

## Carriera

### Club

#### Inizi
Ha iniziato la sua carriera con l'UCD, ma in seguito fu venduto alla fine della stagione 2008, passando al St Patrick's.
Ha fatto il suo debutto professionale nella vittoria per 1-0 contro il Cork City allo stadio Turners Cross nel marzo del 2009.

#### Shamrock Rovers
Nel dicembre del 2009 Stevens firmò con lo Shamrock Rovers.
Nella stagione 2009-2010 vince il suo primo titolo con lo Shamrock Rovers la Premier Division. Nel 2011 rivince di nuovo la League of Ireland con lo Shamrock Rovers. Debutto anche in Europa League con lo Shamrock Rovers, prima apparizione anche per il club irlandese nella competizione europea.

#### Aston Villa
Il 31 agosto 2011, l'allenatore dell'Aston Villa, Alex McLeish, annuncia che Stevens avrebbe firmato 3 anni di contratto, a partire dal gennaio 2012. L'accordo ha permesso di far rimanere Stevens fino al gennaio 2012 nello Shamrock, per sostenerli per la loro prima apparizione in Europa League. Dopo l'uscita dalla competizione l'Aston Villa, annuncia ufficialmente l'arrivo del terzino il 3 gennaio 2012.

### Nazionale
Debuttò con l'Under-21, in un'amichevole a febbraio 2011 contro il Cipro.
Debutta con la nazionale maggiore il 2 giugno 2018 in amichevole contro gli Stati Uniti.

## Statistiche

### Presenze e reti nei club
Statistiche aggiornate al 30 dicembre 2023.
| Stagione               | Squadra                | Campionato             | Campionato | Campionato | Coppe nazionali | Coppe nazionali | Coppe nazionali | Coppe continentali | Coppe continentali | Coppe continentali | Altre coppe | Altre coppe | Altre coppe | Totale | Totale |
| Stagione               | Squadra                | Comp                   | Pres       | Reti       | Comp            | Pres            | Reti            | Comp               | Pres               | Reti               | Comp        | Pres        | Reti        | Pres   | Reti   |
| ---------------------- | ---------------------- | ---------------------- | ---------- | ---------- | --------------- | --------------- | --------------- | ------------------ | ------------------ | ------------------ | ----------- | ----------- | ----------- | ------ | ------ |
| 2008                   | UCD                    | PD                     | 2          | 0          | CI+CdL          | 0               | 0               | -                  | -                  | -                  | -           | -           | -           | 2      | 0      |
| 2009                   | St Patrick's           | PD                     | 30         | 0          | CI+CdL          | 5+1             | 0               | UEL                | 6                  | 0                  | -           | -           | -           | 42     | 0      |
| 2010                   | Shamrock Rovers        | PD                     | 18         | 0          | CI+CdL          | 5+1             | 0               | UEL                | 3                  | 0                  | LSC         | 2           | 0           | 29     | 0      |
| 2011                   | Shamrock Rovers        | PD                     | 28         | 0          | CI+CdL          | 1+0             | 0               | UCL+UEL            | 4+8                | -                  | -           | -           | -           | 41     | 0      |
| Totale Shamrock Rovers | Totale Shamrock Rovers | Totale Shamrock Rovers | 46         | 0          |                 | 7               | 0               |                    | 15                 | 0                  |             | 2           | 0           | 70     | 0      |
| gen.-giu. 2012         | Aston Villa            | PL                     | 0          | 0          | FACup           | 0               | 0               | -                  | -                  | -                  | -           | -           | -           | 0      | 0      |
| 2012-2013              | Aston Villa            | PL                     | 7          | 0          | FACup+CdL       | 0+2             | 0               | -                  | -                  | -                  | -           | -           | -           | 9      | 0      |
| Totale Aston Villa     | Totale Aston Villa     | Totale Aston Villa     | 7          | 0          |                 | 2               | 0               |                    | -                  | -                  |             | -           | -           | 9      | 0      |
| ago.-sett. 2013        | Notts County           | FL1                    | 2          | 0          | CdL             | 1               | 0               | -                  | -                  | -                  | FLT         | 1           | 0           | 4      | 0      |
| ott. 2013-2014         | Doncaster              | FLC                    | 13         | 0          | FACup           | 1               | 0               | -                  | -                  | -                  | -           | -           | -           | 14     | 0      |
| ott.-nov. 2014         | Northampton Town       | FL2                    | 4          | 1          | -               | -               | -               | -                  | -                  | -                  | -           | -           | -           | 4      | 1      |
| nov. 2014-2015         | Doncaster              | FL1                    | 28         | 1          | FACup           | 4               | 0               | -                  | -                  | -                  | -           | -           | -           | 32     | 1      |
| Totale Doncaster       | Totale Doncaster       | Totale Doncaster       | 41         | 1          |                 | 5               | 0               |                    | -                  | -                  |             | -           | -           | 46     | 1      |
| 2015-2016              | Portsmouth             | FL2                    | 45+2       | 0          | FACup+CdL       | 5+1             | 0               | -                  | -                  | -                  | -           | -           | -           | 53     | 0      |
| 2016-2017              | Portsmouth             | FL2                    | 45         | 1          | FACup+CdL       | 1+0             | 0               | -                  | -                  | -                  | -           | -           | -           | 46     | 1      |
| Totale Portsmouth      | Totale Portsmouth      | Totale Portsmouth      | 90+2       | 1          |                 | 7               | 0               |                    | -                  | -                  |             | -           | -           | 99     | 1      |
| 2017-2018              | Sheffield Utd          | FLC                    | 45         | 1          | FACup+CdL       | 2+0             | 0               | -                  | -                  | -                  | -           | -           | -           | 47     | 1      |
| 2018-2019              | Sheffield Utd          | FLC                    | 45         | 4          | FACup+CdL       | 0+1             | 0               | -                  | -                  | -                  | -           | -           | -           | 46     | 4      |
| 2019-2020              | Sheffield Utd          | FLC                    | 38         | 2          | FACup+CdL       | 1+1             | 0               | -                  | -                  | -                  | -           | -           | -           | 40     | 2      |
| 2020-2021              | Sheffield Utd          | PL                     | 30         | 0          | FACup+CdL       | 2+0             | 0               | -                  | -                  | -                  | -           | -           | -           | 32     | 0      |
| 2021-2022              | Sheffield Utd          | FLC                    | 22+1       | 1+0        | FACup+CdL       | 0+1             | 0+1             | -                  | -                  | -                  | -           | -           | -           | 24     | 2      |
| 2022-2023              | Sheffield Utd          | FLC                    | 12         | 0          | FACup+CdL       | 1+0             | 0               | -                  | -                  | -                  | -           | -           | -           | 13     | 0      |
| Totale Sheffield Utd   | Totale Sheffield Utd   | Totale Sheffield Utd   | 192+1      | 6+0        |                 | 9               | 1               |                    | -                  | -                  |             | -           | -           | 202    | 7      |
| 2023-2024              | Stoke City             | FLC                    | 21         | 0          | FACup+CdL       | 0               | 0               | -                  | -                  | -                  | -           | -           | -           | 21     | 0      |
| Totale carriera        | Totale carriera        | Totale carriera        | 438        | 11         |                 | 37              | 1               |                    | 21                 | 0                  |             | 3           | 0           | 499    | 12     |

### Cronologia presenze e reti in nazionale
| Cronologia completa delle presenze e delle reti in nazionale ― Irlanda | Cronologia completa delle presenze e delle reti in nazionale ― Irlanda | Cronologia completa delle presenze e delle reti in nazionale ― Irlanda | Cronologia completa delle presenze e delle reti in nazionale ― Irlanda | Cronologia completa delle presenze e delle reti in nazionale ― Irlanda | Cronologia completa delle presenze e delle reti in nazionale ― Irlanda | Cronologia completa delle presenze e delle reti in nazionale ― Irlanda | Cronologia completa delle presenze e delle reti in nazionale ― Irlanda |
| Data                                                                   | Città                                                                  | In casa                                                                | Risultato                                                              | Ospiti                                                                 | Competizione                                                           | Reti                                                                   | Note                                                                   |
| ---------------------------------------------------------------------- | ---------------------------------------------------------------------- | ---------------------------------------------------------------------- | ---------------------------------------------------------------------- | ---------------------------------------------------------------------- | ---------------------------------------------------------------------- | ---------------------------------------------------------------------- | ---------------------------------------------------------------------- |
| 2-6-2018                                                               | Dublino                                                                | Irlanda                                                                | 2 – 1                                                                  | Stati Uniti                                                            | Amichevole                                                             | -                                                                      | 77’                                                                    |
| 6-9-2018                                                               | Cardiff                                                                | Galles                                                                 | 4 – 1                                                                  | Irlanda                                                                | UEFA Nations League 2018-2019 - 1º turno                               | -                                                                      | 61’                                                                    |
| 11-9-2018                                                              | Breslavia                                                              | Polonia                                                                | 1 – 1                                                                  | Irlanda                                                                | Amichevole                                                             | -                                                                      |                                                                        |
| 13-10-2018                                                             | Dublino                                                                | Irlanda                                                                | 0 – 0                                                                  | Danimarca                                                              | UEFA Nations League 2018-2019 - 1º turno                               | -                                                                      | 46’                                                                    |
| 15-11-2018                                                             | Dublino                                                                | Irlanda                                                                | 0 – 0                                                                  | Irlanda del Nord                                                       | Amichevole                                                             | -                                                                      | 66’                                                                    |
| 19-11-2018                                                             | Aarhus                                                                 | Danimarca                                                              | 0 – 0                                                                  | Irlanda                                                                | UEFA Nations League 2018-2019 - 1º turno                               | -                                                                      |                                                                        |
| 23-3-2019                                                              | Gibilterra                                                             | Gibilterra                                                             | 0 – 1                                                                  | Irlanda                                                                | Qual. Euro 2020                                                        | -                                                                      | 67’                                                                    |
| 26-3-2019                                                              | Dublino                                                                | Irlanda                                                                | 1 – 0                                                                  | Georgia                                                                | Qual. Euro 2020                                                        | -                                                                      |                                                                        |
| 7-6-2019                                                               | Copenaghen                                                             | Danimarca                                                              | 1 – 1                                                                  | Irlanda                                                                | Qual. Euro 2020                                                        | -                                                                      |                                                                        |
| 10-6-2019                                                              | Dublino                                                                | Irlanda                                                                | 2 – 0                                                                  | Gibilterra                                                             | Qual. Euro 2020                                                        | -                                                                      |                                                                        |
| 5-9-2019                                                               | Dublino                                                                | Irlanda                                                                | 1 – 1                                                                  | Svizzera                                                               | Qual. Euro 2020                                                        | -                                                                      | 15’                                                                    |
| 10-9-2019                                                              | Dublino                                                                | Irlanda                                                                | 3 – 1                                                                  | Bulgaria                                                               | Amichevole                                                             | -                                                                      | 76’                                                                    |
| 15-10-2019                                                             | Lancy                                                                  | Svizzera                                                               | 2 – 0                                                                  | Irlanda                                                                | Qual. Euro 2020                                                        | -                                                                      |                                                                        |
| 18-11-2019                                                             | Dublino                                                                | Irlanda                                                                | 1 – 1                                                                  | Danimarca                                                              | Qual. Euro 2020                                                        | -                                                                      |                                                                        |
| 3-9-2020                                                               | Sofia                                                                  | Bulgaria                                                               | 1 – 1                                                                  | Irlanda                                                                | UEFA Nations League 2020-2021 - 1º turno                               | -                                                                      | 22’                                                                    |
| 6-9-2020                                                               | Dublino                                                                | Irlanda                                                                | 0 – 1                                                                  | Finlandia                                                              | UEFA Nations League 2020-2021 - 1º turno                               | -                                                                      |                                                                        |
| 8-10-2020                                                              | Bratislava                                                             | Slovacchia                                                             | 0 – 0 dts (4 – 2 dtr)                                                  | Irlanda                                                                | Qual. Euro 2020                                                        | -                                                                      |                                                                        |
| 11-10-2020                                                             | Dublino                                                                | Irlanda                                                                | 0 – 0                                                                  | Galles                                                                 | UEFA Nations League 2020-2021 - 1º turno                               | -                                                                      |                                                                        |
| 14-10-2020                                                             | Helsinki                                                               | Finlandia                                                              | 1 – 0                                                                  | Irlanda                                                                | UEFA Nations League 2020-2021 - 1º turno                               | -                                                                      |                                                                        |
| 24-3-2021                                                              | Belgrado                                                               | Serbia                                                                 | 3 – 2                                                                  | Irlanda                                                                | Qual. Mondiali 2022                                                    | -                                                                      |                                                                        |
| 27-3-2021                                                              | Dublino                                                                | Irlanda                                                                | 0 – 1                                                                  | Lussemburgo                                                            | Qual. Mondiali 2022                                                    | -                                                                      | 53’                                                                    |
| 12-10-2021                                                             | Dublino                                                                | Irlanda                                                                | 4 – 0                                                                  | Qatar                                                                  | Amichevole                                                             | -                                                                      |                                                                        |
| 11-11-2021                                                             | Dublino                                                                | Irlanda                                                                | 0 – 0                                                                  | Portogallo                                                             | Qual. Mondiali 2022                                                    | -                                                                      | 78’                                                                    |
| 4-6-2022                                                               | Erevan                                                                 | Armenia                                                                | 1 – 0                                                                  | Irlanda                                                                | UEFA Nations League 2022-2023 - 1º turno                               | -                                                                      | 73’                                                                    |
| 8-6-2022                                                               | Dublino                                                                | Irlanda                                                                | 0 – 1                                                                  | Ucraina                                                                | UEFA Nations League 2022-2023 - 1º turno                               | -                                                                      | 69’                                                                    |
| 7-9-2023                                                               | Parigi                                                                 | Francia                                                                | 2 – 0                                                                  | Irlanda                                                                | Qual. Euro 2024                                                        | -                                                                      | 46’                                                                    |
| Totale                                                                 |                                                                        | Presenze                                                               | 26                                                                     |                                                                        | Reti                                                                   | 0                                                                      |                                                                        |

## Palmarès

### Club

#### Competizioni nazionali
- League of Ireland: 2

Shamrock Rovers: 2010, 2011
- Football League Two: 1

Portsmouth: 2016-2017